# Euselasia clithra
Euselasia clithra is een vlindersoort uit de familie van de prachtvlinders (Riodinidae), onderfamilie Euselasiinae.
Euselasia clithra werd in 1868 beschreven door H. Bates.